# Saint-Mars-d'Outillé
Saint-Mars-d'Outillé è un comune francese di 2 255 abitanti situato nel dipartimento della Sarthe nella regione dei Paesi della Loira.

## Società

### Evoluzione demografica
Abitanti censiti